# アントマン (サウンドトラック)
『アントマン・オリジナル・モーション・ピクチャ・サウンドトラック』（Ant-Man Original Motion Picture Soundtrack）は、マーベル・スタジオの映画『アントマン』の映画音楽である。作曲者はクリストフ・ベックであり、ハリウッド・レコードより2015年7月17日にデジタル盤、8月7日にCDアルバムが発売された。
他に劇中ではザ・キュアーの「Plainsong」が使われているがサウンドトラックアルバムには未収録である。また映画終盤のブリーフケース内でのイエロージャケットとアントマンの戦いの場面ではSiriが曲を再生している。

## 背景
2014年2月、監督のエドガー・ライトはスティーヴン・プライスが音楽を作曲するとツイートした 。しかしながら2014年5月にライトがプロジェクトを離れるとすぐにプライスも降板した。2015年1月、ライトに代わって監督となったペイトン・リードと『チアーズ!』で組んだ経験のあるクリストフ・ベックがプライスに代わって作曲家となった。映画音楽についてベックは「『アントマン』のために私は広範囲で大きく、キャッチなメインテーマとともに大好きなスーパーヒーロー映画の壮大で伝統的な曲を書きたかった。これが結局、スーパーヒーロー映画だけでなく強盗コメディでもあるから、この音楽を他のマーベル映画の中で目立たせるずるい遊び心がある」と説明した。サウンドトラックは2015年7月17日にデジタル、8月7日にCDで発売された。

## トラックリスト
| #   | タイトル | 作詞 | 作曲                                   | 時間 |
| --- | --- | ---- | -------------------------------------- | ---- |
| 1.  | 「Theme from Ant-Man」 |      | 特記のないものは全てクリストフ・ベック | 2:46 |
| 2.  | 「Honey, I Shrunk Myself」 |      | 特記のないものは全てクリストフ・ベック | 2:29 |
| 3.  | 「Escape from Jail」 |      | 特記のないものは全てクリストフ・ベック | 1:51 |
| 4.  | 「Ant 247」 |      | 特記のないものは全てクリストフ・ベック | 1:13 |
| 5.  | 「Paraponera Clavata」 |      | 特記のないものは全てクリストフ・ベック | 1:24 |
| 6.  | 「San Francisco, 1987」 |      | 特記のないものは全てクリストフ・ベック | 2:37 |
| 7.  | 「I'll Call Him Antony」 |      | 特記のないものは全てクリストフ・ベック | 2:50 |
| 8.  | 「Tiny Telepathy」 |      | 特記のないものは全てクリストフ・ベック | 2:02 |
| 9.  | 「First Mission」(アラン・シルヴェストリによる『アベンジャーズ』のテーマとヘンリー・ジャックマンによる『キャプテン・アメリカ/ウィンター・ソルジャー』のthe Falconテーマを含む) |      | 特記のないものは全てクリストフ・ベック | 3:23 |
| 10. | 「Signal Decoy」 |      | 特記のないものは全てクリストフ・ベック | 0:51 |
| 11. | 「Old Man Have Safe」 |      | 特記のないものは全てクリストフ・ベック | 2:25 |
| 12. | 「Pym's Lab」 |      | 特記のないものは全てクリストフ・ベック | 1:26 |
| 13. | 「Antfiltration」 |      | 特記のないものは全てクリストフ・ベック | 1:20 |
| 14. | 「Your Mom Died a Hero」 |      | 特記のないものは全てクリストフ・ベック | 2:03 |
| 15. | 「Scott Surfs on Ants」 |      | 特記のないものは全てクリストフ・ベック | 1:11 |
| 16. | 「The Water Main」 |      | 特記のないものは全てクリストフ・ベック | 1:14 |
| 17. | 「CrossTech Break-In」 |      | 特記のないものは全てクリストフ・ベック | 1:47 |
| 18. | 「Into the Hornet's Nest」 |      | 特記のないものは全てクリストフ・ベック | 3:00 |
| 19. | 「Become the Hero」 |      | 特記のないものは全てクリストフ・ベック | 1:52 |
| 20. | 「Insecticide」 |      | 特記のないものは全てクリストフ・ベック | 2:51 |
| 21. | 「A Center for Ants!」 |      | 特記のないものは全てクリストフ・ベック | 1:15 |
| 22. | 「Cross Gets Cross」 |      | 特記のないものは全てクリストフ・ベック | 1:52 |
| 23. | 「Fight of the Bumblebee」 |      | 特記のないものは全てクリストフ・ベック | 1:44 |
| 24. | 「Ants on a Train」 |      | 特記のないものは全てクリストフ・ベック | 1:43 |
| 25. | 「Small Sacrifice」 |      | 特記のないものは全てクリストフ・ベック | 3:36 |
| 26. | 「About Damn Time」 |      | 特記のないものは全てクリストフ・ベック | 0:39 |
| 27. | 「Tales to Astonish!」 |      | 特記のないものは全てクリストフ・ベック | 1:47 |
| 28. | 「Borombon」(アルバムのみ) |      | カミロ・アスキータ                     | 2:49 |
| 29. | 「Escape」(アルバムのみ) |      | ロイ・エアーズ                         | 2:14 |
| 30. | 「I'm Ready」(アルバムのみ) |      | コモドアーズ                           | 3:20 |
| 31. | 「Pink Gorilla」(アルバムのみ) |      | HLM                                    | 3:46 |